# 카후지관박쥐
카후지관박쥐(Rhinolophus kahuzi)는 관박쥐과에 속하는 박쥐의 일종이다. 콩고민주공화국의 토착종이다.

## 특징
작은 크기의 박쥐로 몸통 길이는 57mm, 전완장은 54.5mm이다. 꼬리 길이는 24.1mm, 귀 길이는 34.5mm이고 몸무게는 최대 13g이다. 털이 길고 다소 털이 많고 부드럽다. 등 쪽은 짙은 갈색과 회색빛을 띠지만 배 쪽은 약간 밝고 회색빛을 띤다. 귀가 크다.

## 생태
먹이는 곤충이다.

## 분포 및 서식지
2007년 콩고 민주 공화국 동부의 카후지산에서 포획한 덜 성숙한 수컷 한 마리가 유일하게 알려져 있다. 해발 약 2,600m 고도에서 자생하는 아프로카르푸스속과 눅시아속 식물의 혼합림에서 서식한다.